# Совиньон блан
Совиньон блан (на френски: Sauvignon Blanc) е бял винен сорт грозде, с произход района на Бордо, Франция. Понастоящем е най-разпространен по средното течение на река Лоара.
Освен във Франция (12 000 ха) е разпространен и в Италия, Щирия (Австрия), България, Сърбия, Северна Македония, Румъния, Молдова, Унгария, Словакия, Испания, Словения, Австралия (1000 ха), Нова Зеландия, ЮАР, Калифорния (САЩ) (7500 ха), Канада, Мексико, Чили (3400 ха), Аржентина и др.лозарски страни. В България се отглежда в Бургаско, Разградско, района на Търговище и други подходящи райони.
Съществуват няколко клонови разновидности на Совиньон блан с различно оцветяване на гроздовите зърна, познати под наименованията Sauvignon Violet, Sauvignon Noir, Sauvignon Rouge, Sauvignon Rose (Gris) или Sauvignon Jaune.
Известен е и с наименованията: Blanc Fume, Sauvignon Musque, Muskat Silvaner, Bordeaux bianco, Fumé Blanc, Sarvonien, Sauternes, Sauvignon, Sauvignon Bianco, Sauvignon Blanco, Sauvignon fumé, Savagnou, Savignon, Sciampagna, Servanien, Souternes, Spergolina, Surin, Uva Pergolina и др.
Среднозреещ сорт – узрява към средата на септември. Сортът е неустойчив на пероноспора, оидиум, гъбични заболявания и сиво гниене. В района на Сотерн, развива благородно гниене (ботритис). Средно устойчив е на ниски зимни температури. Най-добри резултати дава на по-леки и пропускливи хумусно-карбонатни, канелено-горски и сиви горски почви в проветриви райони и на хълмисти терени. Лозите се отличават със силен растеж, висока родовитост и висока добивност. Добивът от декар е 800 – 1000 кг.
Гроздът е малък до средно голям, с тегло 103 гр., цилиндричен до цилиндрично-коничен, леко крилат, сбит. Зърната са малки, сферични до леко елипсовидни, често деформирани поради сбитостта на грозда. Кожицата е жълто-зелена, само при пълна зрялост са жълто-кехлибарена, с обилен восъчен налеп. Месото е сочно, сладко, с приятен възкисел вкус.
Совиньон блан е ценен бял винен сорт. От гроздето му се приготвят висококачествени сортови и купажни бели сухи, полусухи и сладки вина, които се отличават с прозрачен жълтеникаво-зелен цвят, свеж и хармоничен вкус и аромати на сено, тропически плодове и цариградско грозде. Вината се пият предимно млади, но имат потенциал да отлежават.